# Dem Gerechten muß das Licht
Dem Gerechten muß das Licht immer wieder aufgehen (La lumière doit toujours se lever pour le juste) (BWV 195), est une cantate religieuse de Johann Sebastian Bach.
L’œuvre a été composée à Leipzig entre 1727 et 1731 pour un mariage. Il pourrait s'agir - sous réserves de nouvelles découvertes - des noces de Gottlob Heinrich Pepping, juriste et bourgmestre de Naumbourg, avec Johanna Éléonore, fille de Wilhelm Schütz, ancien pasteur de l'église Saint-Thomas. La cantate a été jouée de nouveau autour de 1742 et encore en 1748 et 1749. La première édition de l'ouvrage a été perdue tandis que la version de 1742 n'est pas complète. La version d'aujourd'hui date de 1748 à 1749, époque où Bach était déjà frappé de cécité.
Le texte est tiré du psaume 97: 11-12, de Paul Gerhardt pour le 6e mouvement, le reste est d'auteur inconnu.
L'air du chœur vient du psaume « Lobt Gott, ihr Christen, allzugleich » de Nikolaus Herman. Ce texte est accompagné d'une mélodie qui pourrait être une version religieuse d'une chanson ou d'une danse profane, « Kommt her, ihr lieben Schwesterlein », comme on en trouve dans le « Ein Christlicher Abentreien » de Leipzig en 1554.

## Structure et instrumentation
La pièce est écrite pour trois trompettes, timbales, deux cors, deux hautbois, deux haubois d'amour deux flûtes traversières, deux violons, alto, basse continue et quatre solistes vocaux (soprano, alto, ténor, basse) et un chœur à quatre voix.
Il y a sept mouvements :
1. chœur : Dem Gerechten muss dach Licht,
2. chœur : Ihr Gerechten, freuet euch
3. récitatif (basse) : Dem Freuden-Licht gerechter Frommen»
4. aria (basse) : Ruhmet Gottes Gut' und Treu
5. récitatif (soprano) : Wohlan, so kupfet denn ein Band
6. chœur : Wir kommen, deine Heiligkeit,
7. chœur : Nun danket all' und bringet Ehr